# Celda de Hitler
La celda de Hitler, llamada también el cuarto de Hitler en el uso lingüístico nacionalsocialista, fue la celda número 7 de la antigua fortaleza de Landsberg en la localidad de Landsberg am Lech, en la que Adolf Hitler fue recluido en el año 1924. Esta celda se usó como parte de la propaganda del nacionalsocialismo desde 1933 hasta 1945.

## El tiempo de reclusión de Hitler
Después del golpe de Estado de Ludendorff (conocido como el putsch de la cervecería) en el año 1923, Adolf Hitler fue condenado a cinco años de prisión. En la que posteriormente se conocería como la celda de Hitler, dictó partes de Mi lucha y llevó una vida privilegiada de presidiario en un entorno espacioso gracias a los generosos regalos de quienes lo apoyaban, con una alimentación copiosa. Tras nueve meses, Hitler obtiene la libertad condicional a finales de 1924 por buena conducta.

## La celda como parte de la propaganda nacionalsocialista
Tras la toma de poder de los nacionalsocialistas en el año 1933, la celda de encarcelamiento de Hitler se convirtió en la meta del turismo nacionalsocialista a Landberg, conocida entonces como “la ciudad de la juventud”. En ella debía guardarse la memoria de la supuesta vida dura de presidiario llena de privaciones de Adolf Hitler. El líder de las Juventudes Hitlerianas, Baldur von Schirach, denominó a Landsberg “el lugar de peregrinaje de los jóvenes alemanes” y “base de la educación nacionalsocialista”.
En 1937, la ciudad de Landsberg nombró la celda de Hitler como "santuario nacional”. Tras la asistencia al Congreso nacional del partido en Núremberg en 1937 y 38, las Juventudes Hitlerianas hicieron un peregrinaje a Landsberg en la denominada marcha de adhesión, y visitaron la celda de Hitler, donde se les entregó un ejemplar de Mi lucha.  En 1938, más de 100.000 personas visitaron la ciudad y fueron a ver la celda.

## Posguerra y uso actual
En el año 1945, las fuerzas de ocupación estadounidenses desmantelaron la celda por completo para que no pudiera servir de lugar de peregrinación para los seguidores de Hitler, de modo que solo mantuvo la fachada. El espacio vacío sirve en la actualidad como sala común de los juzgados de Landsberg. No se permite la entrada a los turistas.